# Ibrahim Ali Ibrahim
Ibrahim Ali Ibrahim (arab. إبراهيم علي إبراهيم) – egipski zapaśnik walczący w stylu klasycznym. Brązowy medalista igrzysk afrykańskich w 1995. Mistrz arabski w 1995 roku.